# Dmitr Sawiditsch
Dmitr Sawiditsch (* unbekannt; † 6. Juli 1118) war von 1117 bis 1118 Statthalter von Nowgorod.
Er war wahrscheinlich ein Sohn von Sawid, Statthalter von Nowgorod. Dmitr wurde in einer Liste als Nachfolger von Dobrynja genannt. Er starb am 6. Juli 1118.
Es sind vier Amtssiegel erhalten mit einem Bildnis des heiligen Demetrios. Möglicherweise waren diese von ihm.
Als Nachkommen sind bekannt
- Sawid, Statthalter von Nowgorod
- Tochter, heiratete 1122 Fürst Mstislaw Wladimirowitsch